# Preslatinci
Preslatinci su naselje u Hrvatskoj, regiji Slavoniji u Osječko-baranjskoj županiji i nalaze se u sastavu općine Drenje.

## Zemljopisni položaj
Preslatinci se nalaze na 122 metara nadmorske visine (središte sela) u području gdje jugoistočni obronci Krndije prelaze u nizinu istočnohrvatske ravnice. Selo se nalazi na županijskoj cesti ŽC 4118.  Susjedna naselja: sjeverozapadno se nalazi općinsko središte Drenje, zapadno je naselje Pridvorje i sjeverno Kućanci Đakovački. Istočno se nalazi Satnica Đakovačka, te zapadno Gašinci naselja u susjednoj općini Satnica Đakovačka. Pripadajući poštanski broj je 31418 Drenje, telefonski pozivni 031 i registarska pločica vozila DJ (Đakovo). Površina katastarske jedinice naselja Preslatinci je 6,2 km2.

## Stanovništvo
Prema popisu iz 2011. naselje je imalo 160 stanovnika.
| broj stanovnika | 260   | 238   | 221   | 288   | 355   | 383   | 392   | 442   | 425   | 413   | 383   | 288   | 193   | 191   | 159   | 160   | 136   |
|                 | 1857. | 1869. | 1880. | 1890. | 1900. | 1910. | 1921. | 1931. | 1948. | 1953. | 1961. | 1971. | 1981. | 1991. | 2001. | 2011. | 2021. |

## Crkva
U selu se nalazi rimokatolička crkva Sv. Martina, biskupa koja pripada katoličkoj župi Sv. Mihaela arkanđela u Drenju i đakovačkom dekanatu Đakovačko-osječke nadbiskupije. Crkveni god (proštenje) ili kirvaj slavi se 11. studenog.

## Šport
- NK Slavonac Preslatinci natječe se u sklopu 2. ŽNL Nogometno središte Đakovo.

## Ostalo
- Dobrovoljno vatrogasno društvo Preslatinci.